# Château ouvrier
Le Château ouvrier est un immeuble situé à Paris (14e arrondissement), dans le quartier de Plaisance.

## Situation et accès
Le Château ouvrier est situé place Marcel-Paul, à l’extrémité de l’allée du Château-Ouvrier, qui commence au n° 69 de la rue Raymond-Losserand.
On y accède également par le jardin Françoise-Héritier.
Le Château ouvrier est desservi par la ligne de métro 13 (station Pernety).

## Origine du nom
Le nom peut se référer à l’ancien château du Maine situé à proximité ou signifier la qualité particulière d'un immeuble destiné aux ouvriers.

## Historique

### Construction (1891)
Le Château ouvrier est construit en 1891 sur une parcelle issue du lotissement en 1860 d’une partie du parc du château du Maine par l’entrepreneur Alexandre Chauvelot et le propriétaire de ce château Louis-Victor Couesnon.
L’immeuble est destiné à procurer à des ouvriers des logements confortables et sains, à l’exemple de projets tels que le familistère de Guise, à une époque où les conditions de vie de la plupart des ouvriers sont proches de la misère.

### Description
Les logements (deux escaliers desservent à chaque palier 4 appartements de 2 pièces) comportaient des commodités peu répandues à cette époque dans l’habitat populaire, telles que W.C. intérieurs, eau courante, fenêtres de cuisine avec garde-manger.

### Sauvegarde (années 1990)
Sa démolition est envisagée par la ville de Paris dans les années 1990, dans le cadre de l’aménagement de la ZAC Didot. 
Des interventions associatives comme celles de l’« association Monts 14 » permettent sa préservation. 
Un passage sous porche  a cependant été détruit et les motifs décoratifs très abimés sur la façade ont disparu lors de sa rénovation.